# Clyde Kluckhohn
Clyde Kluckhohn (Le Mars, Iowa, 11 de gener del 1905 - Santa Fe, Nou Mèxic 28 de juliol del 1960) va ser un antropòleg i sociòleg estatunidenc. Kluckhohn va desenvolupar algunes de les més conegudes teories i models sobre el concepte de cultura. Una de les seves publicacions més representatives és, probablement, Variations in Value Orientations, del 1961, que va desenvolupar, juntament amb el seu col·lega Frank L. Strodtbeck, i que es va publicar a títol pòstum. També és conegut pels seus estudis etnològics dels pobles navahos, als Estats Units.

## Obres i bibliografia
- Kluckhohn, Clyde "Beyond the Rainbow," 1933 book about traveling in Hopi and Navaho land
- Kluckhohn, Clyde (1944) Mirror for Man, New York: Fawcett
- Kluckhohn, Clyde Culture: A Critical Review of Concepts and Definitions
- Kluckhohn, Clyde, Leonard McCombe, and Evon Z. Vogt (1951) Navajo means People. Cambridge, MA: Harvard University Press
- Kluckhohn, Clyde (1951). "Values and value-orientations in the theory of action: An exploration in definition and classification." In T. Parsons & E. Shils (Eds.), Toward a general theory of action. Cambridge, MA: Harvard University Press
- Murray, Henry A. and Clyde Kluckhohn, (1953) Personality in Nature, Society, and Culture
- Kluckhohn, Clyde (1962) Culture and Behavior, Free Press of Glencoe